# 114e méridien est
En géographie, le 114e méridien est est le méridien joignant les points de la surface de la Terre dont la longitude est égale à 114° est.

## Géographie

### Dimensions
Comme tous les autres méridiens, la longueur du 114e méridien correspond à une demi-circonférence terrestre, soit 20 003,932 km. Au niveau de l'équateur, il est distant du méridien de Greenwich de 12 690 km,.
Avec le 66e méridien ouest, il forme un grand cercle passant par les pôles géographiques terrestres.

### Régions traversées
En commençant par le pôle Nord et descendant vers le sud au pôle Sud, Le 114e méridien est passe par:
| Coordonnées           | Pays, territoire ou mer  | Notes |
| --------------------- | ------------------------ | --- |
| 90° 00′ N, 114° 00′ E | Océan Arctique           | |
| 79° 03′ N, 114° 00′ E | Mer de Laptev            | Passe juste à l'est de la Péninsule de Taïmyr, Krai de Krasnoïarsk, Russie (à 75° 50′ N, 113° 55′ E) |
| 73° 34′ N, 114° 00′ E | Russie                   | République de Sakha Oblast d'Irkoutsk — à partir de 59° 45′ N, 114° 00′ E République de Bouriatie — à partir de 56° 36′ N, 114° 00′ E Kraï de Transbaïkalie — à partir de 53° 43′ N, 114° 00′ E République de Bouriatie — à partir de 53° 15′ N, 114° 00′ E Kraï de Transbaïkalie — à partir de 52° 38′ N, 114° 00′ E |
| 50° 10′ N, 114° 00′ E | Mongolie                 | |
| 44° 56′ N, 114° 00′ E | Chine                    | Mongolie Intérieure Hebei – à partir de 41° 29′ N, 114° 00′ E Mongolie Intérieure – à partir de 40° 58′ N, 114° 00′ E Shanxi – à partir de 40° 29′ N, 114° 00′ E Hebei − sur environ 14 km à partir de 40° 05′ N, 114° 00′ E Shanxi – à partir de 40° 00′ N, 114° 00′ E Hebei – à partir de 39° 05′ N, 114° 00′ E Shanxi – à partir de 37° 41′ N, 114° 00′ E Hebei – à partir de 37° 25′ N, 114° 00′ E Henan – à partir de 36° 21′ N, 114° 00′ E Hubei – à partir de 31° 45′ N, 114° 00′ E Jiangxi − sur environ 20 km à partir de 29° 07′ N, 114° 00′ E Hunan – à partir de 28° 54′ N, 114° 00′ E Jiangxi – à partir de 28° 02′ N, 114° 00′ E Hunan – à partir de 26° 32′ N, 114° 00′ E Jiangxi − à partir de 25° 51′ N, 114° 00′ E Guangdong − à partir de 25° 21′ N, 114° 00′ E |
| 22° 31′ N, 114° 00′ E | Hong Kong                | Continent et Île de Lantau |
| 22° 12′ N, 114° 00′ E | Mer de Chine méridionale | Passe par les Îles Spratly disputées par 4 pays riverains. |
| 4° 35′ N, 114° 00′ E  | Malaisie                 | Sarawak – sur l'île de Borneo |
| 1° 27′ N, 114° 00′ E  | Indonésie                | Île de Borneo Kalimantan occidental Kalimantan central |
| 3° 22′ S, 114° 00′ E  | Mer de Java              | |
| 6° 53′ S, 114° 00′ E  | Indonésie                | Île de Madura |
| 7° 06′ S, 114° 00′ E  | Détroit de Madura        | |
| 7° 38′ S, 114° 00′ E  | Indonésie                | Île de Java |
| 8° 36′ S, 114° 00′ E  | Océan indien             | |
| 21° 53′ S, 114° 00′ E | Australie                | Australie occidentale |
| 25° 33′ S, 114° 00′ E | Baie Shark               | |
| 26° 22′ S, 114° 00′ E | Australie                | Australie occidentale |
| 27° 18′ S, 114° 00′ E | Océan indien             | |
| 60° 00′ S, 114° 00′ E | Océan Austral            | |
| 66° 03′ S, 114° 00′ E | Antarctique              | Territoire antarctique australien, Territoires revendiqués par l' Australie |